# Étienne de Bascle
Étienne de Bascle (1605-1662) est une figure du jansénisme au XVIIe siècle. Il est connu comme l'un des Solitaires de Port-Royal.

## Biographie
Étienne de Bascle est né en 1605 à Martel d'une famille bourgeoise. Il fait des études de droit à Bourges et devient avocat. Après un mariage qui fut un échec et qu'il fit annuler, il part pour Paris, où il devient précepteur dans des familles de grande noblesse. C'est là qu'il connaît l'abbé de Saint-Cyran qui devient son maître spirituel. Il passe de nombreuses années à Port-Royal des Champs où il se consacre à l'éducation des enfants et adolescents. Il est le troisième "solitaire de Port Royal" ; en effet, il est le premier à rejoindre Antoine Le Maistre et son frère Simon au printemps 1638. Il meurt le 3 mai 1662.
La biographie d'Étienne de Bascle est connue par l’Histoire de M. de Bascle écrite par Antoine Le Maistre. Il apparaît dans l'ouvrage de Sainte-Beuve sur Port-Royal, ainsi que, plus récemment, dans plusieurs ouvrages sur les Petites écoles et sur Port-Royal.
Il y a des divergences sur le lieu d'origine d'Étienne de Bascle. Le récit d'Antoine Le Maistre, qui précise qu'il l'a rédigé sur le champ d'après le témoignage de Bascle lui-même les 12 et 13 mai 1653, le fait naître à Martel ; c'est ce qui est habituellement admis par les spécialistes. Une famille d'hommes de loi et de consuls du nom de Bascle est d'ailleurs bien attestée à Martel de la fin du XVIe siècle au XVIIIe siècle. Mais certaines sources le font naître en Béarn ou à Bayonne, ce qui est peut-être à mettre en rapport avec le fait qu'une branche (Bascle de Lagrèze) de la famille de Martel s'est établie en Béarn au XVIIIe siècle.
Étienne de Bascle partage le mysticisme très présent dans le milieu de Port-Royal : visions, croyance au miracle. Il fait un songe prémonitoire dans lequel il voit Jean le Baptiste et, quelques années plus tard, il reconnaît dans le vallon de Port-Royal des Champs le refuge qui lui avait été désigné en songe. En 1642 et 1643, il est pris de convulsions à la suite desquelles il ne peut marcher sans béquilles ; lorsque Saint-Cyran meurt en octobre 1643, il prie devant sa dépouille, pose son pied sur la tête du mort et se relève en se déclarant guéri.